# Георгій Арнаудов (футболіст, 1974)
Георгій Арнаудов (болг. Георги Арнаудов; нар. 31 травня 1974, Варна, Болгарія) — болгарський футболіст, виступав на позиції воротаря.

## Життєпис
Народився у Варні, з ранніх років займався в дитячій академії місцевого «Спартака». У 1993 році вперше потрапив до заявки дорослої команди «соколів», але на офіційному рівні дебютував за команду наступного року. Переважну більшість часу залишався другим воротарем і за 15 сезонів, проведених у «Спартаку», зіграв лише 112 матчів (111 — у групі «А» та 1 — у групі «Б»).
Після закінчення сезону 2007/08 років вирішив завершити свою кар'єру, але через декілька місяців тренер клубу третього дивізіону «Чорноморець» (Бяла) і легенда «Спартака» Красимир Зафіров переконав Георгія пограти ще декілька років у третьому дивізіоні. Загалом у Бялі виступав протягом двох років, був основним воротарем. Паралельно з грою в футбол працював експертом у відділі «Спорт» при муніципалітеті Варни.
У вересні 2010 року, неочікувано для всіх, у віці 37 років повернувся до рідного «Спартака», який вилетів до групи «В». У команді виконував також функцію граючого тренера воротарів.

## Клубна статистика
| Сезон   | Команда              | Змагання  | Матчі | голи |
| ------- | -------------------- | --------- | ----- | ---- |
| 1993/94 | «Спартак» (Вн)       | група «А» | 0     | 0    |
| 1994/95 | «Спартак» (Вн)       | група «Б» | 1     | 0    |
| 1995/96 | «Спартак» (Вн)       | група «А» | 1     | 0    |
| 1996/97 | «Спартак» (Вн)       | група «А» | 3     | 0    |
| 1997/98 | «Спартак» (Вн)       | група «А» | 18    | 0    |
| 1998/99 | «Спартак» (Вн)       | група «А» | 12    | 0    |
| 1999/00 | «Спартак» (Вн)       | група «А» | 18    | 0    |
| 2000/01 | «Спартак» (Вн)       | група «А» | 16    | 0    |
| 2001/02 | «Спартак» (Вн)       | група «А» | 16    | 0    |
| 2002/03 | «Спартак» (Вн)       | група «А» | 5     | 0    |
| 2003/04 | «Спартак» (Вн)       | група «А» | 0     | 0    |
| 2004/05 | «Спартак» (Вн)       | група «А» | 17    | 0    |
| 2005/06 | «Спартак» (Вн)       | група «Б» | 0     | 0    |
| 2006/07 | «Спартак» (Вн)       | група «А» | 4     | 0    |
| 2007/08 | «Спартак» (Вн)       | група «А» | 1     | 0    |
| 2008/09 | «Черноморець» (Бяла) | група «В» |       |      |
| 2009/10 | «Черноморець» (Бяла) | група «В» |       |      |
| 2010/11 | «Спартак» (Вн)       | група «В» | 2     | 0    |